# Caritas St. Pölten
Die Caritas St. Pölten ist eine soziale Hilfsorganisation der römisch-katholischen Kirche im österreichischen Bundesland Niederösterreich und Teil von Caritas Österreich. Sie ist eine eigenständige Institution und untersteht dem Bischof der Diözese St. Pölten.

## Organisation
Die Caritas St. Pölten gliedert sich in fünf Bereiche:
- Personal und Wirtschaft
- Solidarität, Kommunikation und Soziales
- Familie und Pflege
- Psychosoziale Einrichtungen
- Für Menschen mit Behinderung

Direktor Hannes Ziselsberger leitet gemeinsam mit den beiden Generalsekretären Franz Sturmlechner und Christoph Riedl die Caritas der Diözese St. Pölten. Im Jahr 2017 waren 2328 Mitarbeiter bei Caritas St. Pölten beschäftigt. Daneben haben sich 528 Freiwillige engagiert und weitere 5000 Frauen und Männer waren in den Pfarren der Diözese für die Caritas im Einsatz.

## Geschichte
Die Caritas St. Pölten wurde am 14. Februar 1920 als Caritasverband der Diözese St. Pölten gegründet. Initiator war der damalige Dompfarrer Michael Memelauer, der später zum Bischof geweiht wurde.
In den ersten Jahrzehnten standen die Errichtung von Kindergärten, Krankenpflege und Sterbevorsorge sowie die Bereitstellung von Hilfsgütern für die notleidende Bevölkerung im Vordergrund. War die Arbeit von 1938 bis 1945 eingeschränkt, so widmete sich die Caritas nach dem Zweiten Weltkrieg verstärkt Frauen und Kindern und verteilte Hilfsgüter aus dem Ausland. Im Jahr 1960 erhält die Caritas St. Pölten eine neue Organisationsform, sie wird eine eigene Rechtspersönlichkeit mit dem Namen Caritas der Diözese St. Pölten. Fünf Jahre später wird mit Werner Scholz erstmals ein Laie Caritas-Direktor. Die neu geschaffene Abteilung „Hilfe im Ausland“ nimmt 1992 ihre Tätigkeit auf und unterstützt Projekte in Albanien, Pakistan und Senegal. Das Thema Recycling statt Neuproduktion ist 2012 das Thema der ersten Recycling-Werkstatt in Zwettl. Im Jahr 2015 stellt die Caritas Quartiere in St. Pölten, Wieselburg, Bischofstetten, Melk, Herzogenburg und Wilhelmsburg zur Verfügung.

## Aufgaben
Die Caritas der Diözese St. Pölten bietet Hilfe in folgenden Bereichen an:

### Familien
Familien unterstützt die Caritas St. Pölten in schwierigen Situationen:
- Beratung: In einem geschützten Rahmen werden Beratungen zu den Themen Partnerschaftsprobleme, Familienplanung, Schwangerschaft und Elternschaft, Arbeit, Beruf, Mobbing, Trennung, Trauer, Erkrankung und Sucht sowie eine Rechtsberatung angeboten. Das Ziel der Beratung ist es, schwierige Situationen selbstbestimmt zu lösen. Die Beratungen sind kostenfrei.[6]
- Für die Kinderbetreuung werden Tagesmütter vermittelt. Im Jahr 2017 wurden 449 Kinder von 79 Tagesmüttern betreut.
- Familienhelferin: Bei Erkrankung der Mutter übernimmt eine diplomierte Sozialbetreuerin für 20 bis 35 Stunden pro Woche die Versorgung von Kindern. Die Kosten dafür sind abhängig vom Einkommen der Familie.[7]
- Mutter-Kind-Haus: Dieses Haus in St. Pölten bietet schwangeren Frauen und Müttern mit Kleinkindern ein vorübergehendes Zuhause in Konfliktsituationen. 45 Frauen und Kinder konnten 2017 im Mutter-Kind-Haus betreut werden.[8]

### Kinder und Jugendliche
Das breit gefächerte Angebot für Kinder und Jugendliche umfasst:
- Lerncafés: An 2 Nachmittagen pro Woche bieten freiwillige Lernbegleiter Unterstützung bei Hausaufgaben und gezielte Vorbereitung auf Prüfungen an. Die Teilnahme ist kostenlos.
- Jugendberatung: In den Beratungszentren in Amstetten, Gmünd, Horn, Krems, Lilienfeld, Mank, Melk, Scheibbs, St. Pölten, Tulln, Waidhofen an der Thaya, Waidhofen an der Ybbs und Zwettl können anonym und kostenfrei Themen wie Freundschaft, Liebe und Sexualität, Schwierigkeiten mit Eltern, Schule und Freunden, Angst, Gewalt und Abhängigkeit besprochen werden.
- Jugendcoaching an Schulen: Beratung beim Übergang von der Schule ins Berufsleben erhalten Jugendliche in den Standorten Gmünd, Horn, Krems, Melk, Tulln, Waidhofen an der Thaya und Zwettl.
- Berufsausbildungsassistenz: Speziell Jugendliche mit Behinderung zwischen 13 und 24 Jahren werden bei der Suche nach einem Ausbildungsplatz unterstützt.
- youngCaritas möchte Jugendliche für caritative Themen sensibilisieren, auf versteckte Armut und Not aufmerksam machen und soziales Engagement im kleinen Rahmen ermöglichen.[9]

### Menschen mit Pflegebedarf
Die Angebote richten sich an die Menschen mit Pflegebedarf selbst und an deren Angehörige:
- Unterstützung zu Hause: Um pflegebedürftige Personen ein Leben in ihrer Wohnung zu ermöglichen, werden neben Notruftelefon und Besuchsdienst von Freiwilligen auch Essen auf Rädern sowie eine 24-Stunden-Betreuung angeboten. 2017 erhielten knapp 300 Kunden über 50.000 warme Mahlzeiten.
- Betreuung und Pflege zu Hause: Ausgehend von den Sozialstationen Zentralraum, Mostviertel Ost, Mostviertel West und Waldviertel werden Menschen bei der Pflege ihrer Angehörigen unterstützt. Die Hilfe reicht von Beratung und Schulung der Angehörigen über Einkauf, Begleitung und Körperpflege bis zur Verabreichung von Medikamenten, Wundversorgung und Verabreichung von Injektionen.[10]
- Das Pflegeheim Haus St. Elisabeth in St. Pölten ist ein Vertragsheim des Landes Niederösterreich und bietet Kurzzeitunterbringung bis zu sechs Wochen, eine Übergangspflege zur Rehabilitation bis zu zwölf Wochen sowie Wohnen auf Dauer. Insgesamt können 80 Personen temporär sowie 177 Personen im Pflegeheim betreut werden.[11]
- Für Angehörige werden Pflegekurse im Ausmaß von vier Abenden angeboten. Ebenso finden regelmäßig Stammtische und Gruppentreffen zum Erfahrungsaustausch statt.[12]

### Menschen mit Beeinträchtigung
Für Menschen mit Beeinträchtigung und deren Angehörige bietet die Caritas der Diözese St. Pölten an:
- Arbeit: Ein breites Spektrum von Angeboten hilft, die eigenen Fähigkeiten auszuloten, ob in Werkstätten, Recycling-Betrieben oder im Caritas-Lager. Neben der Möglichkeit, verschiedene Tätigkeiten kennenzulernen, werden Mittagessen, Unterstützung bei der Fahrt in die Arbeit und nach Hause sowie Weiterbildungen und Hilfe bei der Suche nach einem Arbeitsplatz angeboten. Im Jahr 2017 arbeiteten 737 Frauen und Männer in den 15 Werkstätten der Caritas St. Pölten.[3]
- Wohnen: Wenn eine eigene Wohnung vorhanden ist, unterstützt die Caritas St. Pölten bis zu sieben Stunden pro Woche im Haushalt, bei Behördenwegen und der Geldverwaltung. Ist ein eigenständiges Wohnen nicht möglich, so stehen 16 Häuser mit teil- oder vollzeitbetreutem Wohnen zur Verfügung.[13]

### Menschen mit psychischen Erkrankungen
- Beratung: Der Psychosoziale Dienst ist eine durch das Land Niederösterreich finanzierte Einrichtung zur Beratung und Unterstützung von psychisch erkrankten Menschen. Anonym und kostenlos gibt es auch Beratung für Alkohol-, Medikamenten- und Drogenabhängige sowie Beratung für Angehörige.[14]
- Freizeitgestaltung: Zur Erhaltung der Gesundheit sowie zur Steigerung des Selbstwertes und der Lebensqualität bietet der Club Aktiv regelmäßige Treffen mit Sport, Bildung und Musik an.
- Berufliche Integration: Durch die Hilfe bei der Berufswahl, beim Berufseinstieg und der direkten Unterstützung am Arbeitsplatz werden sowohl die Betroffenen als auch die Betriebe unterstützt.
- Wohnen: Menschen mit psychischen Erkrankungen, die großteils selbständig sind, erhalten Unterstützung bei der Organisation des Alltages und in Krisensituationen.[15]

### Menschen in Not
1,5 Millionen Menschen in Österreich sind armutsgefährdet. Eine kleine Änderung im Umfeld genügt, um in eine Notlage zu kommen. Im Jahr 2017 setzten sich über 10.000 Personen für Menschen in Not in Niederösterreich ein.
- Beratung: Für Menschen, die in eine existenzielle Notlage geraten, bietet die Caritas St. Pölten in Amstetten, Krems, St. Pölten und Waidhofen an der Thaya Gespräche zur Abklärung der Situation und zur Erarbeiten von Lösungsmöglichkeiten an. Im Jahr 2017 wurden insgesamt 10.243 Personen beraten.[3]
- Wohnungssicherung: Eines der Hauptziele ist die Erhaltung der Wohnung. Neben der Beratung über die Rechte und Pflichten als Mieter werden ein Haushaltsplan entwickelt und Lösungsvorschläge zur Abdeckung eines Mietrückstandes erarbeitet.
- Nothilfe: Bei existenziellen Notlagen wird auch finanziell geholfen. Über 500.000 Euro wurden 2017 als Überbrückungshilfe gewährt.[18]
- Katastrophenhilfe: Bei regionalen Katastrophen, wie Überschwemmungen, Bränden oder anderen Unglücken, hilft die Inlandskatastrophenhilfe rasch und unbürokratisch.[19]

### Asyl und Integration
- Grundversorgung: Menschen auf der Flucht bietet die Caritas St. Pölten Wohnung und Essen in Flüchtlingsunterkünften für die Dauer des Asylverfahrens.
- Beratung: Die Beratung umfasst sowohl sozialrechtliche Angelegenheiten, Intervention bei Behörden, Information über das Asyl- und Fremdenrecht als auch eine Rückkehrhilfe in der Form von Unterstützung bei der Beschaffung von Reisedokumenten, Hilfe bei der Herstellung zu Kontakten im Heimatland und der Entwicklung von Zukunftsperspektiven nach der Rückkehr.[20]
- Freiwilliges Engagement: Freiwillige Mitarbeiter bieten Unterstützung beim Deutsch-Lernen und der Tagesgestaltung an.[21]

### Mobiles Hospiz
- Hospizbegleitung: Die Hospizbegleitung umfasst sowohl gemeinsame Spaziergänge mit den schwer Erkrankten, gemeinsames Reflektieren des Lebens, Finden von letzten Wünschen als auch die Entlastung von Angehörigen.
- Trauerbegleitung: Je nach Wunsch der Betroffenen können persönliche Einzelbegleitung oder von Moderatoren geleitete Trauergruppen gewählt werden.[22]
- Ausbildung: Menschen, die in einem Hospiz arbeiten wollen, werden befähigt, Schwerkranke, Sterbende sowie Angehörige zu begleiten.[23]

### Auslandshilfe
Die Caritas St. Pölten arbeitet bei der Auslandshilfe mit dem internationalen Caritas-Netzwerk zusammen. Projektländer sind Albanien, Senegal und Pakistan. Projekte sind der Kampf gegen den Hunger und die Betreuung von Kindern. Über 20.000 Familien wurden im Jahr 2017 in diesen drei Ländern geholfen.

## Finanzen
| Die Hauptanteile der Einnahmen sind - öffentliche Erlöse für Betreuung und Pflege, Wohnhäuser und Werkstätten für Menschen mit Behinderung (60 %), - Subventionen für psychosoziale Dienste, Suchtberatung, berufliche Integration und Familienhilfe (15 %), - private Umsatzerlöse für das Betreuen und Pflegen, die Caritas Lager, das Pflegeheim und das Notruftelefon (15 %), - sowie Spenden (4 %). Im Jahr 2017 betrug das Gesamtbudget fast einhundert Millionen Euro. Laut Bundesministerium für Finanzen sind Spenden an die Caritas St. Pölten steuerlich als Sonderausgaben absetzbar. | Hier fehlt eine Grafik, die leider im Moment aus technischen Gründen nicht angezeigt werden kann. Wir arbeiten daran! |

Die Ausgaben nach Wirkungsbereichen sind:
| Wirkungsbereich                 | Euro       |
| ------------------------------- | ---------- |
| Betreuung, Pflege, Hospiz       | 36.749.000 |
| Menschen mit Behinderung        | 35.793.000 |
| Menschen in Not                 | 12.549.000 |
| Familien                        | 3.198.000  |
| Auslandshilfe                   | 2.963.000  |
| Beschäftigungsprojekte          | 1.991.000  |
| Asyl, Migration und Integration | 1.962.000  |
| Kinder und Jugend               | 1.953.000  |
| Pfarrcaritas                    | 674.000    |
| Schulung                        | 535.000    |
| SUMME                           | 98.369.000 |